# 아밀로펙틴
아밀로펙틴(Amylopectin)은 식물에서 발견할 수 있는 다당류의 일종이다. 녹말(starch)의 주요 성분 중 하나이다. 또다른 하나인 아밀로스(Amylose)는 물에 잘 녹지 않지만, 아밀로펙틴은 물에 잘 녹는다.
아밀로펙틴은 포도당 24~30개 당 하나의 가지가 붙어 있다. 동물의 경우 같은 성분과 구조를 가진 글리코겐을 사용하며, 글리코겐의 경우 포도당 8~12개 당 하나의 가지가 붙어 있어 아밀로펙틴보다 가지가 더 많다.
특히 찹쌀에 많이 들어 있다. 물에 불리는 정도에 따라 아밀로펙틴의 호화 반응이 달라져 떡의 맛이 달라지게 된다. 전통적으로 12시간가량 불린 찹쌀로 만든 떡이 가장 맛 있다고 한다. 2시간 정도 불린 찹쌀과 12시간 정도 불린 떡의 수분함량은 2% 정도에 불과하지만, 떡의 맛에는 꽤 영향을 미친다고 한다.

## 녹말
식물에 따라 녹말은 일반적으로 20~25%의 아밀로스와 75~80%의 아밀로펙틴으로 구성된다.
|                                                         |                                                                  |
| 아밀로스는 1:1 연결의 단순한 선형 사슬 구조가 특징이다. | 아밀로펙틴은 분기하는 가지를 갖는 복잡한 모습의 특징을 보여준다. |

## 같이 보기
- 셀룰로스